# Fairbury (Nebraska)
Fairbury é uma cidade localizada no estado americano de Nebraska, no Condado de Jefferson.

## Demografia
Segundo o censo americano de 2000, a sua população era de 4262 habitantes.
Em 2006, foi estimada uma população de 4010, um decréscimo de 252 (-5.9%).

## Geografia
De acordo com o United States Census Bureau, a localidade tem uma área de 5,0 km², sem área coberta por água. Fairbury localiza-se a aproximadamente 404 m acima do nível do mar.

## Localidades na vizinhança
O diagrama seguinte representa as localidades num raio de 20 km ao redor de Fairbury.